# Autobusová doprava v Česku

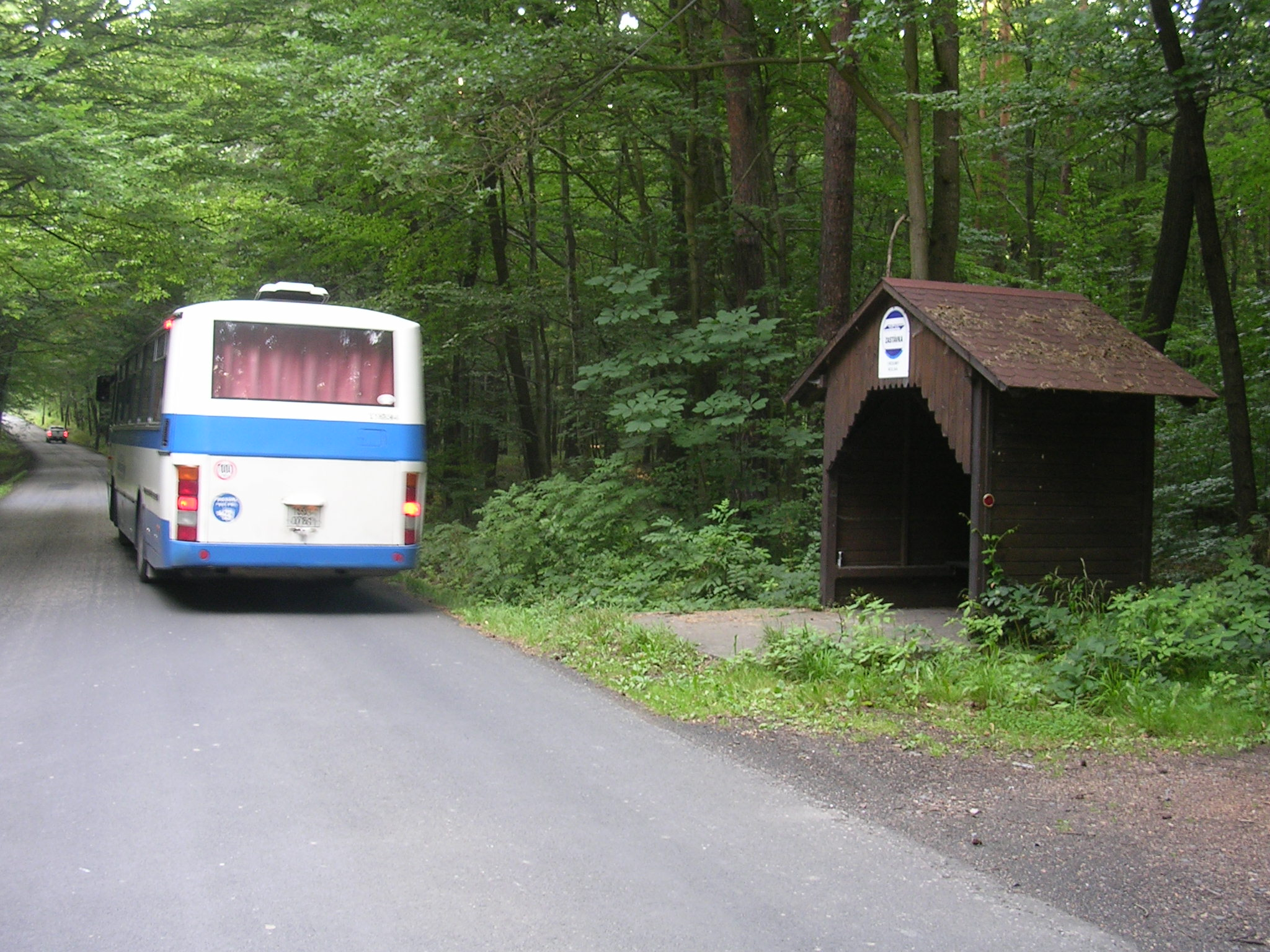
Autobus Karosa C 934 společnosti Probotrans Beroun u zastávky „Broumy, Kolna“ na Berounsku, srpen 2009.

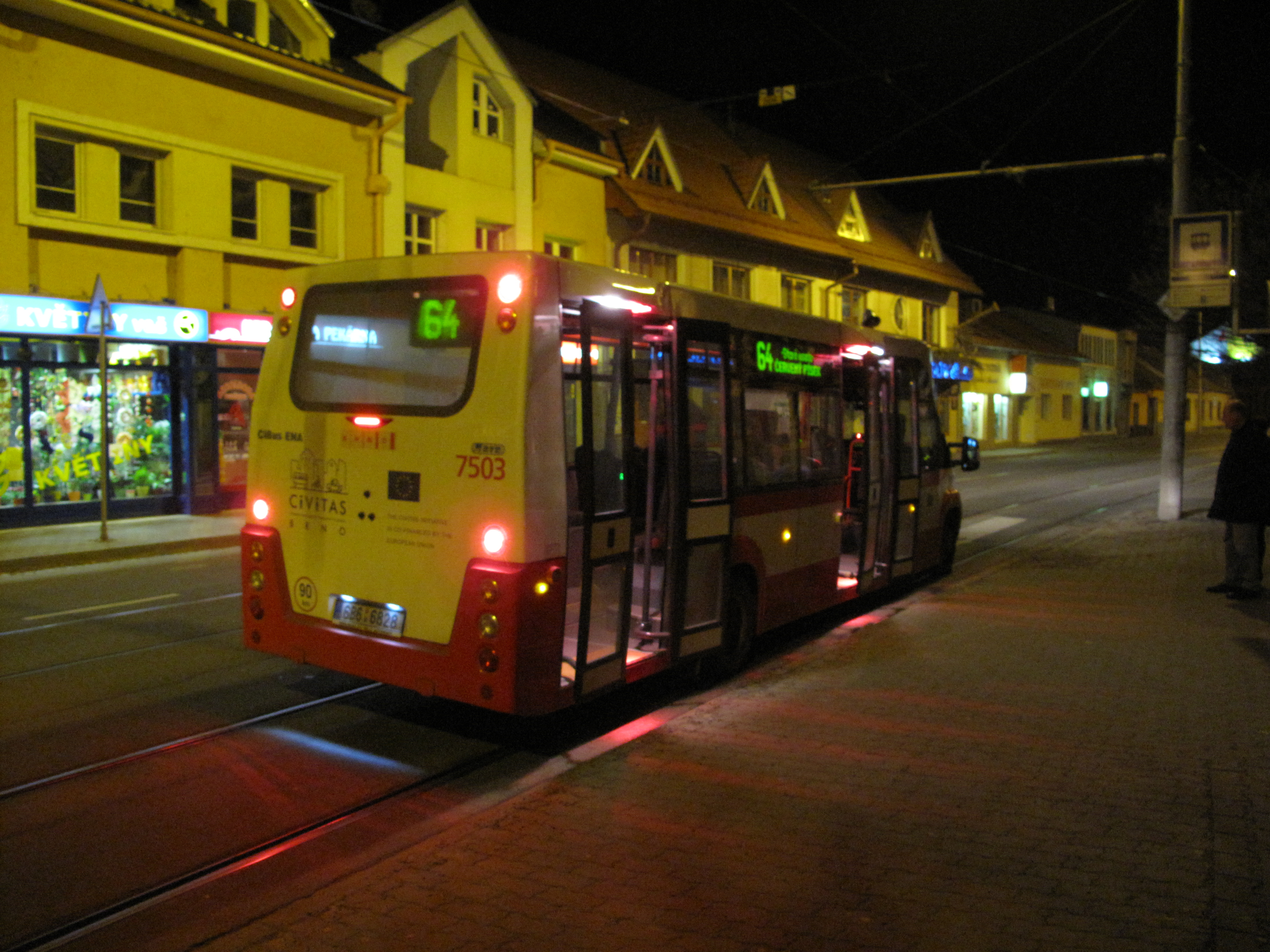
Autobus na městské lince 64 v Brně, rok 2010

Autobusová doprava v Česku je z hlediska rozsahu sítě nejvýznamnějším druhem veřejné dopravy v zemi. Veřejná linková autobusová doprava ve funkci regionální a příměstské dopravy doplňuje železniční síť, navazuje na ni a pokrývá většinu obcí. Všechna velká města a mnoho menších měst má vlastní síť nebo linku městské autobusové dopravy, v největších městech mají autobusové linky doplňkovou roli k páteřní kolejové městské dopravě. V dálkové a mezinárodní dopravě jsou autobusy významným a úspěšným konkurentem železnice. V počátcích autobusové dopravy koexistovaly státní sítě provozované státní poštovní a železniční správou se soukromými linkami, státní síť byla poté sjednocena pod hlavičkou Československých státních drah. V roce 1948 byly soukromé dopravní podniky v Československu znárodněny a meziměstská a regionální veřejná autobusová doprava sloučena do národního podniku ČSAD, který se poté rozdělil do krajských a v některých obdobích i okresních podniků; městská autobusová doprava ve větších městech byla (často společně s tramvajovou či trolejbusovou dopravou) provozována městskými dopravními podniky. Od roku 1990 byla postupně většina státních autobusových společností privatizována a zákon č. 111/1994 Sb., o silniční dopravě, umožnil do linkové dopravy vstup nesčetnému množství nových, většinou soukromých subjektů. Na sklonku 1. desetiletí 21. století roste vliv několika velkých holdingů, z nichž některé mají nadnárodní či zahraniční zázemí. Provoz většiny linek, zejména městských a regionálních, je z velké části dotován kraji a obcemi v rámci tzv. zajištění dopravní obslužnosti území, v některých oblastech jsou tyto linky postupně začleňovány do integrovaných dopravních systémů. Většina dálkových a mezinárodních linek i malá část místních linek je provozována na náklady a obchodní riziko dopravce (hrazena z jízdného), část místních linek je dotována soukromými subjekty (obchodními, zábavními, sportovními a turistickými centry, výrobními podniky atd.). Významná je též neveřejná autobusová doprava – patří k nabídce většiny velkých dopravců a působí v ní i mnoho dalších, malých dopravců s jedním či několika málo autobusy, kteří se v linkové dopravě neangažují. Několik dispečinků se specializuje na zprostředkování poptávkové dopravy.

## Historie

### Do první světové války
Za první autobusovou linku v Evropě je považována blíže neurčená soukromá linka v Bavorsku. V červnu 1905 pak začaly jezdit linky na západě Rakouskem anektované Bosny a Hercegoviny, které provozovala armáda. Autobusy spojovaly Bihać s městy Bosanski Novi a Bosanski Petrovac ; roku 1906 začaly poštovní autobusy jezdit i ve Švýcarsku. Poštovní autobusy kromě zásilek dopravovaly i omezený počet osob a navázaly tak na funkci koněspřežných poštovních fiakrů. Roku 1907 byla založena rakouská společnost Postbus, jejíž dceřinou společností je dnes podnik ČSAD Autobusy České Budějovice a. s..
Za první autobusovou linku v českých zemích je považována doprava, kterou v roce 1907 provozoval soukromník z Frýdlantu nad Ostravicí do Horní Čeladné.
První pražská autobusová linka, z Malé Strany na Hradčany, jezdila od 7. března 1908 a kvůli technickým problémům byl provoz 17. listopadu 1909 zastaven. Na lince jezdily čtyři autobusy různých značek, po skončení provozu byly přestavěny na jiné účely.

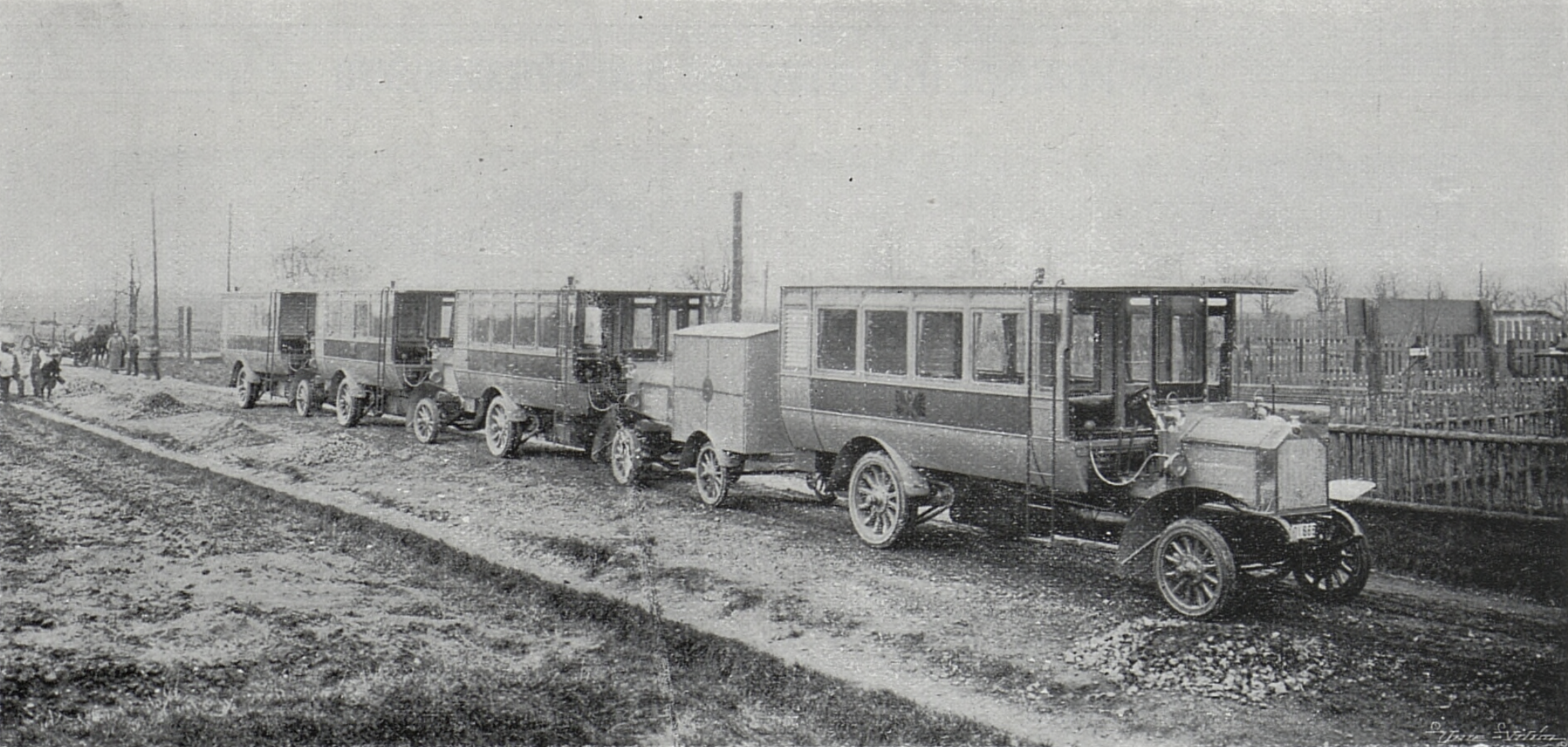
Čtyři omnibusy Laurin & Klement HOS při předání pardubickému ředitelství pošt 28. dubna 1908 (Český svět, květen 1908)

Prvními státními autobusovými linkami byly dvě linky rakouského ředitelství pošt a telegrafů pro země české z Pardubic, které slavnostně zahájily provoz 13. května 1908 v 8 hodin ráno. Na prvních linkách Pardubice – Bohdaneč (11 km, 64 minut) a Pardubice – Holice jezdily čtyři omnibusové vozy Laurin & Klement typu HOS s dřevěnou karoserií, čtyřválcovým benzinovým motorem a řetězovým pohonem zadních kol a s dřevěnými koly s obručemi z plné gumy. Při optimální rychlosti 26 km/h (maximální dovolená rychlost byla 28 km/h v obci a 15 km/h za tmy) měl vůz spotřebu až 62 litrů benzinu na 100 km. K první nehodě došlo 28. listopadu 1908, kdy autobus po prasknutí části podvozku se šesti cestujícími spadl do semtínské hráze, při čemž 3 lidé byli zraněni těžce a dva lehce. Až do roku 1913 se počet státních (poštovních) autobusů příliš nezvyšoval. V roce 1909 byla zavedena veřejná poštovní linka z Benešova do Neveklova, roku 1910 z Lysé nad Labem do Chotětova, v roce 1912 z Habrů do Golčova Jeníkova, v letech 1913 a 1914 z Vysokého Mýta do Skutče a z Českého Brodu do Kutné Hory. Kolem roku 1912 přibyly do poštovního vozového parku německé autobusy Daimler-Benz a švýcarské Saurer.
Po roce 1910 vznikaly i soukromé linky veřejné dopravy, například na trasách České Budějovice-Lišov-Třeboň (zahájeno 11.6.1911), Mariánské Lázně – Kynžvart, Mariánské Lázně – Karlovy Vary, Příbram – Dobříš, Praha – Mělník i jinde. Kromě vozů Laurin & Klement se používaly ještě vozy Austro Daimler. Za historicky druhou autobusovou linku na území dnešní Prahy je považována linka Praha – Mělník, na kterou 19. dubna 1912 získal licenci mělnický podnikatel František Černý. Začínala na Josefském náměstí (dnešní náměstí Republiky) a vedla přes Karlín, Kobylisy, Bohnice, Chabry a Ďáblice. První světová válka vedla v roce 1914 k zastavení provozu.

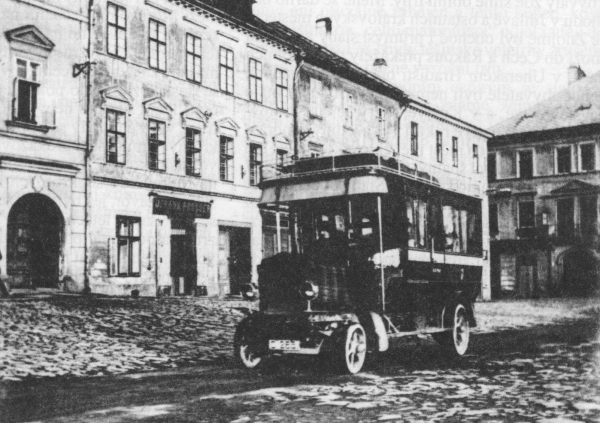
Počátky autobusové dopravy v Moravské Třebové, kolem roku 1915

Od 25. června 1912 do vypuknutí váky byla provozována pravidelná mezistátní autobusová linka na trase Pasov – Kunžvart – Vimperk. Jen během června až srpna 1912 bylo tímto spojem přepraveno 3700 osob.
Koncese na provozování autobusové dopravy začaly rakouské úřady udělovat kolem roku 1911.
Podle Vilímkova jízdního řádu pro Čechy, Moravu a Slezsko z roku 1914 byla veřejná doprava provozována na 34 linkách (z toho 20 v Čechách a 14 na Moravě) o celkové délce 580 kilometrů; na Slovensku tou dobou existovaly jen tři sezonní tratě o celkové délce 62,6 km. Více než polovina z celkem 42 autobusových linek rakouské poštovní správy jezdila na území dnešní České republiky.
Začátkem první světové války byl provoz přerušen a všechny autobusy byly zabrány pro rakouskou armádu.

### První československá republika
Jako první byla po válce 2. května 1919 obnovena poštovní linka Pardubice – Bohdaneč, následně byly obnoveny i další poštovní i soukromé linky. Roku 1919 bylo zřízeno 12 poštovních tratí, roku 1920 dalších 39, roku 1922 dalších 25 a v letech 1923–1925 dalších 31 tratí, koncem roku 1927 bylo poštovních linek již 119 o délce 2636,7 km. Poštovní správa získala bývalé vojenské skladiště Citadela na Vyšehradě a využila je jako garáže a dílny pro celé území Československa. První poválečné autobusy vznikaly nepříliš náročnou přestavbou nákladních automobilů Laurin & Klement (doplněním lavic a krycí plachty), teprve později byly dokupovány nové autobusy domácí i zahraniční výroby. V roce 1926 zde bylo 216 autobusů, roku 1927 areál vyhořel a tím zanikl. Roku 1923 byly ve Vršovicích postaveny nové centrální garáže s podzemním zásobníkem pohonných hmot. V následujících letech pošta používala autobusy Praga NO, Praga AO, Škoda 550 a Walter PN, větší autobusy po 37 a menší pro 20 cestujících, prostor pro zásilky byl oddělen. 21. ledna 1925 byla zřízena Správa poštovní automobilní dopravy se sídlem v Praze-Vršovicích, čímž byla doprava organizačně oddělena od ostatního poštovního provozu. Roku 1927 tato správa disponovala 326 autobusy a obsluhovala jimi 2650 kilometrů autobusových tratí. Na konci roku 1929 provozovala již 373 autobusů, 139 tratí o délce 3111 kilometrů a roční výkon byl 5,3 milionu vozokilometrů. Jízdní řády se oficiálně vyvěšovaly v pravidelných zastávkách a zveřejňovaly v knize železničních jízdních řádů; publikovali je též neoficiální soukromí vydavatelé knižních jízdních řádů, například Vilímek.
Město Praha se v roce 1920 pokusilo zavést městskou autobusovou dopravu prostřednictvím soukromé společnosti. K tomu byla založena
soukromá Autodopravní akciová společnost v Praze. Ta se po ne zcela přesně doložených pokusech provozovat místní dopravu v Praze a po kapitálovém vstupu ČKD v roce 1925 stala významným regionálním dopravcem v okolí tehdejší Prahy a ve středních Čechách a jedním z nejvýznamnějších prvorepublikových neměstských dopravců. Elektrické podniky hl. m. Prahy zavedly 21. června 1925 autobusovou linku A z Vršovic do Záběhlic a postupně doplnily tramvajovou síť o řadu návazných autobusových linek a roku 1932 zavedly i noční autobusovou dopravu. Obdobně se rozvíjela doprava i v dalších městech a oblastech. V polovině dvacátých let se objevily městské autobusy například v Olomouci, Hradci Králové či v Plzni, ve 30. letech je doložena městská autobusová doprava i v Chomutově, Karlových Varech, Teplicích, Mostě, Ústí nad Labem, Kladně, Liberci, Jablonci nad Nisou, Brně a Zlíně.
Za první republiky se nejvýznamnějšími třemi dopravci staly státní Správa poštovní automobilní dopravy, která provozovala většinu veřejných autobusových tratí, a dále Autodopravní akciová společnost v Praze a společnost JAS (Jihočeské podniky pro automobilovou dopravu), založená roku 1931. Krom toho působilo na trhu kolem dvou set menších dopravců, kteří většinou neměli více než deset autobusů a neprovozovali více než tři místní linky. V městské dopravě působily jednak místní elektrické podniky, jednak soukromí koncesionáři. Roku 1929 bylo v Československé republice v provozu 1377 autobusů různých dopravců.

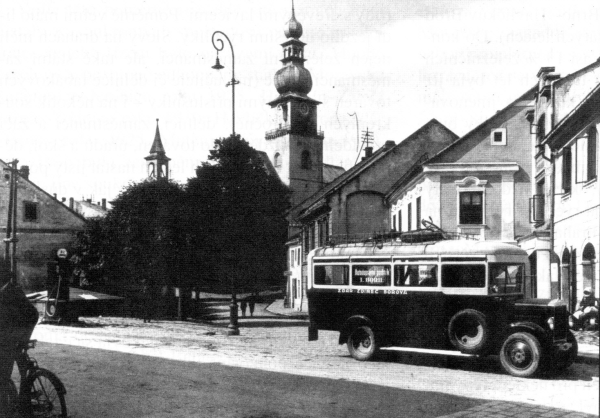
Autobus ve Žďáru nad Sázavou kolem roku 1930

Roku 1928 (1927) autobusovou dopravu začala provozovat státní dopravu kromě Československé pošty též státní železniční společnost ČSD. V prvním roce provozu (1927) si pro tento účel pořídila 7 autobusů Praga NO (s evidenčními čísly 1 až 7). V roce 1929 provozovaly ČSD na 15 autobusových linkách 46 autobusů (tedy téměř desetkrát menší rozsah provozu než poštovní autobusy). Autobusy ČSD měly jednotný nátěr podle velmi podrobného předpisu, dřevěné části konstrukce byly zevně natírány šedou barvou a železné černou barvou, střecha slonově žlutá, interiér byl převážně lakovaný v přírodní barvě dřeva.
Pro letní období 1929 udával jízdní řád 9 linek s čísly 901 až 909, v listopadu 1929 navíc linky 910 až 913 a linka 926. Těmito linkami ČSD byly:
- 901a Pardubice – Chrudim – Kočí (16 km, 2 autobusy, ředitelství ČSD Hradec Králové)
- 901b Pardubice – Čivice (8 km, 1 autobus patrně přejíždějící z 901a, ředitelství Hradec Králové)
- 902, 903, 904 linky z Mukačeva do okolí (nejdelší linka 44 km, 8 autobusů, ředitelství Košice)
- 905 Trenčín – Trenčianska Teplá – Trenčianske Teplice Kúpele (17 km, 2 autobusy, ředitelství Bratislava)
- 906a Praha – Kněževes – Buštěhrad – Kladno (30,6 km, 16 autobusů pro varianty a, b, c, ředitelství Praha Sever)
- 906b Praha – Kněževes – Unhošť – Kladno (36,8 km, viz 906a)
- 906c Praha – Sobín – Unhošť – Kladno (44 km, viz 906a)
- 906d Kladno, nádraží – Kladno, Wilsonovo náměstí (4 km)
- 907 Košice – Rožňava (76 km, 3 autobusy, ředitelství Košice)
- 908 Praha – Poděbrady Lázně (52 km, 3 autobusy, ředitelství Praha Jih)
- 909 Týn nad Vltavou – Bechyně, nám. (13 km, 1 autobus, ředitelství Plzeň)
- 910 Štrba – Štrbské Pleso (12 km, 2 autobusy + 2 záložní, ředitelství Košice)
- 912 Nitra – Levice (47 km, 2 autobusy, ředitelství Bratislava)
- 913 Týn nad Vltavou – Mezimostí – Veselí nad Lužnicí (35,2 km, 2 autobusy, ředitelství Plzeň)
- 926 Praha – Zbraslav (13,4 km, 3 autobusy)

V letech 1931 a 1932 vznikla řada dalších linek ČSD, takže před začleněním poštovních linek do ČSD bylo v kmenovém provozu ČSD něco přes 140 autobusových linek, zatímco poštovních linek bylo tou dobou asi 180.
V letech 1933–1934 byla poštovní autobusová doprava postupně včleněna pod ČSD (k 1. lednu 1934 přešly poštovní autobusy na základě § 79 zákona č. 198/1932 Sb. n. a z. z působnosti ministerstva pošt a telegrafů do působnosti ministerstva železnic, k 1. lednu 1934 organizace definitivně splynuly, Správa automobilní dopravy v Praze-Vršovicích byla zrušena a bývalé poštovní linky přešly přímo do působnosti oblastních ředitelství ČSD), sběr poštovních zásilek však autobusy ČSD zajišťovaly až do 40. let. V roce 1933 Správa poštovní automobilní dopravy předala Československým státním drahám 172 autobusových tratí o délce 4330 kilometrů a 97 velkých, 103 středních a 115 malých autobusů. K 1. lednu 1934, po završení fúze, provozovaly ČSD 636 autobusů na 286 linkách. V rámci optimalizace sítě po sloučení byly roku 1936 provedeny další změny linek a k 1. březnu 1937 provozovaly ČSD (v celém Československu) 278 linek o délce 8074 km, z toho 6 tratí o délce 286 kilometrů je sezonních. Do dubna 1935 byla autobusová doprava podřízena místním výtopnám, od 1. května 1935 se autosprávy staly samostatnými služebnami podřízenými přímo oblastním ředitelstvím drah. V roce 1938 provozovaly ČSD již 635 autobusů na 288 linkách o délce 8373,3 km, z toho 11 tratí o 429,2 km jen sezonně.
U jednotlivých ředitelství státních drah vznikly „Skupiny pro automobilní provoz ČSD“ pro technické a provozní řízení. Pro výkonnou službu bylo ve velkých dopravních centrech zřízeno celkem 10 autospráv ČSD, v menších centrech dopravy garáže ČSD, pro provoz osamocených tratí a pro nákladní provoz autostanice ČSD. Například pod ředitelství státních drah v Praze patřily autosprávy Praha–Delta a Praha–Vršovice, garáže Slaný, Kladno, Střeliv, Benešov u Prahy, Kostelec nad Černými lesy a Kouřim a autostanice Pardubice, Louny, Libochovice, Chomutov, Teplice, Meziměstí–Veselí, Počátky a Kolín. Pod jiná ředitelství patřily pozdější dopravní závody Rakovník, Příbram, Hořovice, Mladá Boleslav a Poděbrady.
Přehled autospráv ČSD podle Ročenky státních a soukromých drah ČSR pro rok 1938–1939:
- Praha-Delta, garáže Chabařovice, Kladno, Slaný, pobočné garáže Střekov, Teplice-Šanov, Tisá-Libouchec, Chomutov, Louny.
- Praha-Vršovice, garáže Benešov u Prahy, Jindřichův Hradec, Kostelec nad Černými lesy, Kouřim, pobočná garáž Říčany u Prahy
- Plzeň, garáže Karlovy Vary, Rakovník, Klatovy, Lišov, Sušice, Vimperk, pobočné garáže Tachov, Železná Ruda, Kraslice, Ostrov, Tršnice, Vejprty, Žlutice, Loděnice, Nučice, Zbiroh, České Budějovice, Týn nad Vltavou, Volary, Volyně.
- Česká Lípa, garáže Dubá a Mladá Boleslav, pobočné garáže Bělá pod Bezdězem, Bor u České Lípy, Cvikov, Děčín, Litoměřice dolní nádraží, Jablonec nad Nisou, Nové Benátky, Turnov.
- Jičín, garáže Dvůr Králové nad Labem, Nové Město nad Metují, Trutnov, Vrchlabí, pobočné garáže Dobruška, Hostinné, Hronov, Jilemnice, Králíky, Lichkov, Náchod, Police nad Metují, Rokytnice v Orlických horách, Úpice
- Chrudim, garáže Čáslav, Habry, Chrudim, Litomyšl, Pardubice, Vysoké Mýto, pobočné garáže Humpolec, Poděbrady, Choceň
- Brno, pobočné garáže Blansko, Čejč, Dolní Kounice, Hodonín, Jihlava, Koryčany, Rohatec, Skalice nad Svitavou, Uherský Brod, Znojmo.
- Olomouc, garáže Moravská Ostrava, Moravská Třebová, Opava, Prostějov, Přerov, pobočné garáže Bruntál, Litovel, Ondrášov, Šumperk, Tovačov, Frýdek-Místek, Jevíčko, Lanškroun, Holešov.
- Bratislava s garážemi a pobočnými garážemi na Slovensku
- Košice s garážemi a pobočnými garážemi na východním Slovensku a Podkarpatské Rusi

Souběžně prosperovala do roku 1933 i soukromá autobusová doprava. Zákony o dopravě motorovými vozidly z let 1933 a 1935 silniční dopravu začaly regulovat územně omezenými koncesemi, daňovým zatížením a uzákoněním vlivu železničních úřadů na udělování koncesí pro silniční dopravu, čímž byly podmínky pro volné soukromé podnikání ztíženy.
Nestátní dopravci si stěžovali na neférové jednání ČSD, kdy autobus ČSD jel před pravidelným spojem soukromého dopravce a odebíral mu zákazníky. Na takové jednání si stěžoval soukromý dopravce Ambrož Klevar z Podolí u Brna i mnozí další; mnohdy kvůli lince ČSD nebyla jinému dopravci ani povolena koncese. Na meziměstské trase Praha – Plzeň zajišťovaly od 15. října 1931 dopravu Elektrické podniky města Plzně i Elektrické podniky hlavního města Prahy, na nátlak ČSD byla tato doprava zastavena. Soukromý dopravce Karel Kanzler z Vítkova dostal v roce 1932 koncesi s řadou omezujících podmínek, podle kterých nesměl ani na objednávku zajíždět do relací, kde jezdila poštovní linka, a v případě že by poštovní správa zřídila svou linku v jeho trase nebo pokud by bylo zřízeno železniční spojení obdobného směru, jeho linka automaticky zaniká.
V prosinci 1920 byla čísla autobusových linek odlišena od dostavníkových, autobusům byla přidělena číselná řada od 600. Od června 1925 byla autobusovým linkám přidělena čísla od 700 do 820. Od května 1930 byla autobusovým tratím Správy poštovní automobilní dopravy vyhrazena číselná řada od 700 do 899, linky ČSD čísly od 901 výše, soukromým nájemcům v poštovní službě čtyřciferná čísla od čísla 1001, soukromé koncesované linky čtyřcifernými čísly počínaje číslem 2000. Od října 1933 byla pro autobusové tratě ČSD vyhrazena řada 1000 pro Čechy, řada 2000 pro Moravu a 3000 pro Slovensko, soukromé koncesované tratě 4000 pro Čechy, řada 5000 pro Moravu a 6000 pro Slovensko. Od května 1939 byly tratě ČSD přečíslovány do řady 600 až 900. Od roku 1941 tratě BMB-ČMD byly značeny čísly z řady 1500, přičemž číslo odpovídalo okresu a za číslem bylo připojeno rozlišovací písmeno v rámci okresu.
V polovině 30. let byly postupně vozy s dřevěnou konstrukcí nahrazovány vozy s celokovovou konstrukcí.

### Druhá republika a druhá světová válka
Odstoupení Sudet mělo za následek zkrácení všech dotčených československých linek k německé hranici, do ledna 1939 pak byla autobusová doprava přeorganizována a vydán nový jízdní řád. Většina autobusů ČSD byla po vyhlášení Protektorátu Čechy a Morava (15. března 1939) převedena do Českomoravských drah (ČMD), 70 vozidel si ponechaly Slovenské železnice, 50 vozidel z oblasti Sudet bylo odevzdáno Německu. Roku 1939 pak musely být autobusy přestavěny na pravostranný provoz. Označení na vozidlech i jízdní řády začaly být dvojjazyčné. V roce 1940 byly plošně vyměněny poznávací značky autobusů přičemž bylo číslování bývalých poštovních a původních drážních autobusů sloučeno do jednoho systému.
Autobusový provoz byl za války silně zredukován, přednost měla přeprava pracujících do továren a školní mládeže. K silné redukci provozu došlo roku 1943, kdy chyběla vozidla, náhradní díly, palivo i personál. Koncem války byla většina autobusů poškozena, zničena nebo zabavena některou z bojujících armád.
V letech 1940–1945 pořídily ČMD asi 300 nových autobusů, převážně Praga RN, ale i Škoda 706 N a Škoda 706 NG. Kvůli nedostatku pohonných hmot byly některé autobusy, hlavně Škoda 706 a Praga NDO, přestavěny na dřevoplyn. Na začátku roku 1945 měly BMB-ČMD ve správě 700 autobusů různých typů, kromě zmíněných též Škoda 304, Škoda 306 a Škoda 606 DN a 19 vozů Praga AN z druhé poloviny 20. let.
Protektorátní čísla autobusových linek byla tvořena čtyřiciferným číslem, u většiny linek doplněným ještě rozlišovacím malým písmenem na konci čísla. Čísla byla z rozsahu 1501–1524. Útvar pro autobusovou dopravu nesl název Automobilová doprava Protektorátních drah Čech a Moravy, Kraftwagenverkehr der Protektoratsbahnen Böhmen und Mähren.
Po válce byl vozový park ČSD v dezolátním stavu, velkým problémem byl nedostatek pneumatik. Byly dovezeny různé druhy zahraničních vozidel, z toho 60 kusů FIAT 626 R NL výměnou za uhelné produkty; tyto moderní vozy sloužily převážně na Slovensku. Dále v Československu jezdily německé autobusy značek Büssing, Henschel, Opel, Magirus/Klöckner-Deutz (Mercedes-Benz) a také švýcarské autobusy Saurer, které nakoupily Slovenské železnice během války, dále americké autobusy Chevrolet a rakouské Gräf & Stift. Karosárna Sodomka dodávala přívěsy D 4 a DM 4, DM 4 v letech 1947–1948 dodával i Josef Sedláček z Jihlavy, mladoboleslavská ASAP obnovila výrobu autobusů Škoda 706 R a vyráběny byly i autobusy Praga NDO s karosérií Sodomka, Avia Letňany vyráběla podvozky Škoda 706 RO, které nejprve karosovala sama, později firma Sodomka. V letech 1945–1949 bylo pro ČSD i soukromé dopravce dodáno 1389 nových autobusů převážně české výroby, dalších 1400 autobusů a nákladních vozidel bylo dodáno v akci UNRRA.

### Období ČSAD

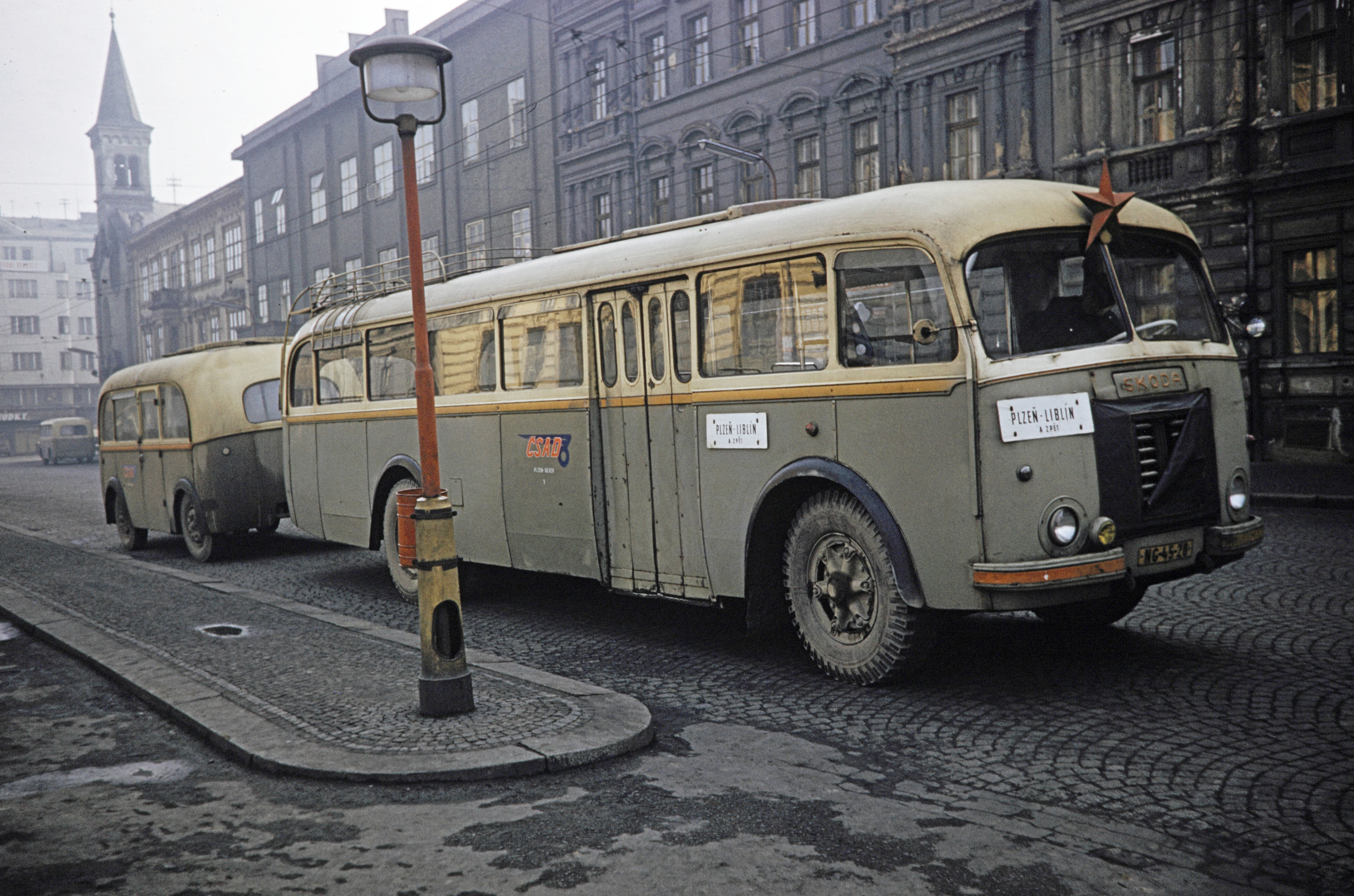
Autobus Škoda 706 RO s přívěsem Karosa D 4 v Plzni (1960)

Státní monopol na autobusovou dopravu byl zaveden § 148 československé ústavy z 9. května 1948, podle něhož pravidelná doprava silniční mohla být jen národním majetkem. Národní podnik Československá automobilová doprava byl zřízen znárodňovacím zákonem č. 311/1948 Sb. (o národních dopravních podnicích), vyhláškou č. 122/1949 Sb. (o dni zřízení národních dopravních podniků) a nařízením č. 124/1949 Sb. (jímž se vydává organisační statut národního dopravního podniku „Československá automobilová doprava, národní podnik“). Den vzniku je 1. leden 1949, fakticky se však vytvářel v průběhu roku až do prosince 1949, kdy převzal majetkové podstaty znárodněných podniků. Během roku 1949 převzal nový podnik ČSAD od ČSD veškerý vozový park, autobusy museli odevzdat rovněž všichni soukromí dopravci, jejichž 234 živností pak bylo do ČSAD začleněno vyhláškou 116/1950 Ú. l. Ke konci října 1949 uváděl národní podnik ČSAD pro celé Československo 1376 tratí o délce 38 096 kilometrů.
Zákon č. 148/1950 Sb., novelizující Zákon o národních dopravních podnicích (úplné znění pod č. 149/1950 Sb.), dnem vyhlášení (24. listopadu 1950) zavedl nový název Československá státní automobilová doprava. Do podniku byla soustředěna jak autobusová doprava, tak i podnikatelsky provozovaná automobilová, zejména nákladní. Podnik měl sídlo a ústřední ředitelství v Praze, jemuž pro činnost na Slovensku podléhalo Oblastní ředitelství v Bratislavě. Roku 1952 byl jediný podnik rozdělen na 19 krajských podniků a dvě symetrické hlavní správy, českou a slovenskou, zároveň byly z podniku odděleny například Československé automobilové opravny, ČEDOK, Národní podniky silniční a CIS (Cestovní informační služba). Později procházely podniky dalšími reorganizacemi, například opakovaným rozdělením do okresní úrovně (1960 a 1990, vždy jen částečně), změnou z národních podniků na státní podniky (1988) atd.
Národní podnik (podniky) ČSAD v padesátých a šedesátých letech zavedly jednotnou a ucelenou síť autobusové dopravy v celém Československu a jednotné tarifní podmínky. Začátkem šedesátých let se také začal ustalovat a standardizovat způsob označování autobusových zastávek, nejprve interními předpisy, v polovině sedmdesátých let 20. století pak i technickými normami (ON 73 6425, ON 73 6426) a definice prostoru zastávky a označení jejího konce se v roce 1975 dostaly i do pravidel silničního provozu.
Systematické číslování autobusových linek se postupně vyvíjelo, po několik desetiletí až do roku 1994 byly linky ČSAD značeny pětimístným číslem, které se objevovalo v záhlaví jízdních řádů nebo na místenkách (na běžných jízdenkách nikoliv). Autobusy byly označeny většinou pouze tabulkami s názvy výchozí a konečné zastávky. Městská autobusová doprava byla až do roku 1994 od systému ČSAD striktně oddělena – autobusy ČSAD byly modré, městské autobusy červené, tarifní systémy oddělené, podle tehdejších technických norem dokonce ani neměly mít oba typy dopravy společné zastávky. Přechodným typem byly městské autobusové linky v menších městech, kde městskou dopravu provozovaly místní podniky ČSAD. V autobusech ČSAD se zpočátku vydávaly bločkové jízdenky (pro každou hodnotu jízdného jiný druh jízdenky), později byly v celé síti nahrazeny jízdenkami ze strojků Setright. Pro systémy městské dopravy byly v 80. letech typické označovací jízdenky z předprodeje, které bylo po nástupu nutno proděrovat v mechanickém označovači. Ačkoliv jízdné v MHD bylo dlouhá léta ve všech městech jednotné (1 Kčs, nepřestupní) a doprava z větší části dotovaná, přesto měl každý podnik jiné jízdenky a s výjimkou Hradce Králové a Pardubic nebyly zaměnitelné.

### Liberalizace bez licencí
Sametová revoluce přinesla i návrat soukromého podnikání do autobusové dopravy. Zatímco ještě v roce 1991/1992 knižní jízdní řády obsahovaly jen linky ČSAD, ve středočeském jízdním řádu pro období 1992–1993 se již objevila řada soukromých linek, které byly číslovány ve zvláštní číselné řadě, například linky firmy ČEBUS spol. s r. o. (P0001 Praha – Brno, P0002 Praha – Karlovy Vary, P0003 Liberec – Praha, P0004 Pardubice – Praha, P0039 Praha – Teplice, P0040 Nymburk – Praha), Housacar (P0005 Zlín – Praha), Autoexpres Psota (P0015 Znojmo – Praha), FEDOS (P0016 Jirkov – Chomutov – Louny/Kladno – Praha), PRIVAT-BUS Pelhřimov (P0018 Pelhřimov – Humpolec – Praha, následujícího roku pod jménem Miroslav Žluč), František Ondráček – Moravan Expres Bus (P0030 Brno – Praha) a LAS autodoprava Karel Linhart (P0037 Chrudim – Praha). Výdrž dopravců však nebyla velká, do dalšího roku průkopnické firmy ČEBUS i FEDOS z dálkové dopravy zmizely a v dálkové dopravě se objevili noví dopravci: HERMAN Milan Mansfeld (na linkách P0007 Praha – Jindřichův Hradec a P0021 Praha – Dvůr Králové nad Labem), opavská SLEX s. r. o. (P0033 Opava – Praha), Josef Schwarz-PRAPOS (P0055 Ústí nad Labem – Náchod) či KNOKAN TOUR v. s. o. (P0062 Hradec Králové – Praha). Kolem roku 1993 a 1994 začali soukromí dopravci pronikat i do místní dopravy, například na frekventované příměstské trase z pražských Dejvic do Roztok a dále provozoval dopravu soukromý dopravce Jiří Hubáček, než ho vytlačil dravější podnikatel JUDr. Jan Hofmann.
V jízdním řádu pro rok 1993–1994 je uvedena i zřejmě první mezinárodní linka neprovozovaná ČSAD s českým očíslováním, M0001 Praha – London dopravce Kingscourt Express Ltd., a dále i dvě linky ostravského dopravce Nikolas Tours (M0002 z Ostravy do Thessaloniki, M0013 z Ostravy do Puly) a linka M0004 Zagreb – Bratislava – Brno – Praha – Stockholm provozovaná zahraničními dopravci.
Rovněž do městské hromadné dopravy v Praze již od 12. března 1991 jako první soukromník pronikl Zdeněk Fedorka - FEDOS jako subdodavatel Dopravního podniku hl. m. Prahy, což již v březnu 1991 podnítilo další čtyři soukromníky, kteří se nabídli Dopravnímu podniku, od roku 1992 tak na lince 172 působil Josef Šlechta, na lince 255 Martin Uher a několik dopravců působilo cca v letech 1993–1994 společně na lince 110 (Jaroslav Štěpánek ji poté získal celou), na linkách 136, 267 a 268 se postupně podílel Milan Bado atd.

### Licenční systém
Dosavadní Zákon o silniční dopravě a vnitrostátním zasilatelství (68/1979 Sb.) byl nahrazen zákonem č. 111/1994 Sb., o silniční dopravě, který vnesl pravidla do podnikání v linkové autobusové dopravě. Je účinný od 1. srpna 1994, stávající dopravci měli lhůtu 1 rok (do srpna 1995) na zažádání o licence na linky, které již provozují. Zákon stanovil, že linkovou dopravu je možno provozovat jen na základě licence, stanovil postup jejího udělování i schvalování jízdních řádů a postavil nové dopravce z hlediska státní regulace na roveň dopravcům transformovaným z podniků ČSAD. Linky s udělenou licencí dostaly přidělená šestimístná čísla, kde první dvojčíslí zpravidla určovalo okresní úřad, který licenci vydal (kromě městských doprav, pro něž v rámci okresu byly vyčleněny speciální číselné řady, Prahy, jejíž magistrát přiděloval čísla linek začínající číslicí 1, a mezinárodních linek, jimž ministerstvo dopravy přidělovalo čísla začínající číslicí 0). K další významné změně došlo na přelomu let 2002 a 2003, kdy působnost okresních úřadů přešla na krajské úřady, systém číslování linek však zůstal nezměněný.
Po desetiletí však zůstala nedořešená otázka výběru dopravce a výše dotací. Ve většině oblastí kraje dopravu objednávaly ze setrvačnosti u těch dopravců, kteří vznikli transformací původního podniku ČSAD, a ačkoliv mnohde došlo k postupným změnám zájmových sfér jednotlivých dopravců, transparentní výběrová řízení se konala málokde. O něco dynamičtější byla situace u městských doprav menších měst, kde docházelo i k výběrovým řízením a k převzetí celé sítě MHD jiným dopravcem. Ve většině krajů byly v rámci transformace původní podniky rozděleny po jednotlivých provozovnách či okresech, většími celky o krajských dimenzích zůstaly podniky ČSAD autobusy Plzeň a. s. a ČSAD BUS Ústí nad Labem a. s., přejmenované na Dopravní podnik Ústeckého kraje a. s. Dominantní postavení tohoto dopravce v Ústeckém kraji a spory o výši dotací vyústily v krizi, která se projevila tím, že na přelomu ledna a února 2006 Ústecký kraj vypověděl dopravci smlouvu s tříměsíční výpovědní lhůtou. Dopravce zajišťoval dopravu i nadále a od 1. srpna 2006 do 4. srpna 2006 její provozování přerušil, aby na situaci upozornil, kraj pak několik měsíců zajišťoval náhradní dopravu souběžně s licencovanou dopravou DP ÚK prostřednictvím jiných dopravců bez platných licencí a aby tento postup za hranou zákona obhájil, prohlašoval ji za příležitostnou osobní dopravu; z výběrových řízení na nové dopravce pak stanovením podmínek původního dopravce i jakkoliv s ním spřízněné společnosti fakticky vyloučil. Platnost výpovědi, rozsah nároku na dotaci (úhradu prokazatelné ztráty) i legálnost náhradní dopravy se staly předmětem vleklých správních a soudních sporů.
Zákon o veřejných službách v přepravě cestujících, jehož několikátou verzi Poslanecká sněmovna schválila 14. dubna 2010 a který čeká na projednání v Senátu, implementuje do českého práva přímo aplikovatelné Nařízení Evropského parlamentu a Rady (ES) č. 1370/2007, o veřejných službách v přepravě cestujících po železnici a silnici, účinné od 3. prosince 2009, které pro stávající smluvní vztahy desetileté přechodné období do 3. prosince 2019, upravuje podmínky dotování veřejné dopravy z veřejných prostředků.
Přepravní podmínky stanoví vyhláška č. 175/2000 Sb., o přepravním řádu pro veřejnou drážní a silniční osobní dopravu, která nahradila dosavadní rozdílné přepravní řády, městský přepravní řád pro městskou dopravu a silniční přepravní řád pro meziměstskou dopravu. Požadavky na formu jízdních řádů stanoví vyhlášky o jízdních řádech č. 388/2000 Sb., které předcházela vyhláška č. 49/1998 Sb. Značka označující autobusovou zastávku (která je součástí označníku zastávky) byla vyhláškou 30/2001 Sb. s účinností od 30. ledna 2001 povýšena na dopravní značku, čtvercová značka IJ 4a je určena pro městskou dopravu nebo pro společnou zastávku městské a jiné dopravy, kruhová značka IJ 4b graficky vycházející z někdejšího zastávkového terče ČSAD je určena pro samostatnou zastávku ne-městské linkové dopravy, obsahové a grafické provedení vnitřku značky však vyhláška neřeší příliš detailně a skutečné označení mnoha zastávek mnohde vybočuje i z rámce daného touto vyhláškou.
Zákon č. 111/1994 Sb. fakticky umožnil provozovat linkovou dopravu i jinými vozidly než autobusy, tedy například mikrobusy, které formálně jsou osobními automobily. Zejména po roce 2000 se v linkové dopravě v méně frekventovaných relacích objevují častěji minibusy a výjimečně i mikrobusy. Od 14. prosince 2003 v městské hromadné dopravě města Rychnov nad Kněžnou a zkušebně od 1. října 2004 v Týništi nad Orlicí zavedla firma AUDIS BUS s. r. o. radiobus jako doplňkovou službu k běžné linkové dopravě. O podobném systému se uvažovalo i v Přelouči (kde zaveden nebyl) a v roce 2009 jej ve spolupráci s Audis Bus chystalo město Česká Třebová pro město i širší oblast. Problémem však je, že zákony na podobné formy dopravy nepamatují, takže například není možné vybírat jízdné ve vozidlech a problémy mohou být i s dotačními pravidly.
Největšími holdingy působícími v regionální dopravě se staly Veolia Transport Česká republika (kterou v roce 2013 převzala a rebrandingovala skupina Arriva), ČSAD Invest, ICOM transport, ČSAD Semily, Arriva či moravskoslezská skupina 3ČSAD, v oboru však působí i desítky dalších významných a stovky drobných dopravců. Nápadným a dosud působícím subjektem v dálkové dopravě je Student Agency, tradiční působení v dálkové či mezinárodní dopravě si však uchovává většina velkých a mnoho menších dopravců. Dopravci se sdružují do různých oborových sdružení, z nichž mezi nejvýznamnější patří Asociace dopravních, spedičních a servisních firem Čech, Moravy a Slezska, Asociace dopravních, spedičních a servisních společností Středních Čech, Sdružení dopravních podniků ČR, ČESMAD Bohemia a Svaz dopravy České republiky.
Podle informace z roku 2010 provozovalo v České republice pravidelnou autobusovou dopravu 182 autobusových dopravců na 4870 vnitrostátních autobusových linkách a 81 autobusových dopravců na 182 mezinárodních autobusových linkách. Počet spojů činil 109 241. Základní dopravní obslužnost na základě objednávky kraje zajišťovalo ve Středočeském kraji 31 dopravců na 800 linkách, v Karlovarském kraji 10 dopravců na 100 regionálních linkách a 8 linkách MHD, v Libereckém kraji 5 dopravců, v Olomouckém kraji 18 dopravců na 297 linkách, v Moravskoslezském kraji 11 dopravců na 368 linkách, ve Zlínském kraji 9 dopravců na 275 linkách a v Jihomoravském kraji 21 dopravců v rámci IDS JMK na 20 meziregionálních a 175 regionálních linkách a 34 linkách MHD a mimo IDS JMK 18 dopravců na 46 linkách.

## Veřejné zakázky
V mnoha regionech zajišťují převážnou většinu dotované dopravy dopravci vzniklí transformací původních závodů ČSAD, ve velkých městech městské dopravní podniky, podíl na trhu dotované dopravy však získali i mnozí noví dopravci. Ojediněle se objevují zprávy o výběrových řízeních, v některých případech nejsou okolnosti získání zakázek či změny dopravce objednatelem zveřejňovány.

### Městská autobusová doprava
Městskou autobusovou dopravu zpravidla dotují města. U integrovaných dopravních systémů bývá dotační model někdy kombinovaný.

### Ústecký kraj
Do 8. září 2006 zajišťoval autobusovou dopravu v závazku veřejné služby asi z 80 % Dopravní podnik Ústeckého kraje a. s. Začátkem roku 2006 provozoval 227 linek a 389 autobusů a denně přepravil kolem 60 000 cestujících. V lednu 2006 kraj smlouvu kvůli sporu o výši dotací vypověděl a došlo k vleklým sporům a ke krizi. Kraj vyhlásil výběrová řízení na provozování dopravy do konce roku 2006 s možností prodloužení do konce roku 2007 pro 15 oblastí, ve všech oblastech v květnu 2006 uspěla ČSAD Česká Lípa a. s., vlastnicky a personálně spřízněná s původním dopravcem – kraj s ní v červnu uzavřel smlouvy, ale v září 2006 je opět vypověděl. V srpnu 2006 vyhlásil kraj výběrové řízení pro 6 oblastí kraje na období od 9. září 2006 a doba plnění do 2. června 2007 s podmínkami, které vylučovaly účast dopravců spjatých s původním dopravcem, výsledky však nebyly nikdy vyhlášeny a kraj poté uzavíral smlouvy s vítězi květnových řízení. Smlouvu na provozování dopravy do 2. června 2007 tak získaly firmy ČSAD Karlovy Vary a. s., Dopravní podnik měst Mostu a Litvínova a. s., Autobusy KAVKA a. s., ČSAD Semily a. s., ČSAD Slaný a. s., Dopravní podnik města Děčína a. s. a ZDAR a. s. V září 2006 zastupitelstvo kraje rozhodlo vypsat koncesní řízení pro roky 2007–2014 pro 24 oblastí kraje, v říjnu 2006 vyhlásila rada kraje výběrová řízení pro 14 oblastí, v únoru 2007 pak pro 9 oblastí. Rozdělení dopravy v závazku veřejné služby mezi dopravce v roce 2008 (podle smluv platných do roku 2014):
- ČSAD Semily a. s. – 15 % (Šluknovsko, České Středohoří-východ) + Severočeská dopravní a. s. (fúze k 30. 8. 2008)– 3 % (Ústecko-sever)
- Dopravní podnik měst Mostu a Litvínova a. s. – 17 % (příměstská doprava Most a Litvínov, Bílinsko, Lounsko-jih, Lounsko-východ, Mostecká pánev)
- Dopravní podnik měst Chomutova a Jirkova a. s. – 14 % (Jirkovsko, Krušné hory-Chomutovsko, Chomutovsko, České středohoří-západ, Kadaň-Žatec)
- Veolia Transport Teplice s. r. o. – 13 % (příměstská doprava Teplice)
- ČSAD Slaný a. s. – 13 % (Štětsko, Dolní Poohří)
- Dopravní podnik města Děčína a. s. – 7 % (Děčínsko-východ, Děčínsko-západ)
- Autobusová doprava s. r. o. Podbořany – 5 % (Podbořansko, Podbořany-Žatec)
- BusMat plus s. r. o. – 4 % (Lounsko-západ)
- Dopravní podnik města Ústí nad Labem a. s. – 3 % (příměstská doprava Ústí nad Labem)
- Autobusy KAVKA a. s. – 3 % (Litvínovsko)
- Autobusy Karlovy Vary a. s. – 3 % (Vejprty-Kadaň)

BusMat plus s. r. o. dostal v prosinci 2009 okamžitou výpověď a jeho výkony prozatímně převzali Dopravní podnik měst Chomutova a Jirkova a. s. a ČSAD Semily a. s. Firma Severočeská dopravní a. s. v roce 2008 zfúzovala s ČSAD Semily a. s.

### Liberecký kraj
Smlouvy s autobusovými dopravci byly vesměs uzavřeny na období 8 let (2004–2011), v roce 2009 byly smlouvy se čtyřmi nejvýznamnějšími dopravci prodlouženy o další 3 roky do roku 2014. Na dopravu přispívají i obce s výjimkou obce Kravaře a města Liberec. Rozsah provozu v rámci zajišťování dopravní obslužnosti v letech 2004–2009:
- ČSAD Semily a. s.: 750–848 spojů v pracovní den, 3040–3091 tis. km ročně v závazku veřejné služby
- ČSAD Česká Lípa a. s.: 685–716 spojů v pracovní den, 3100–3176 tis. km ročně v závazku veřejné služby
- ČSAD Jablonec nad Nisou a. s. (mimo MHD): 381–406 spojů v pracovní den, 1743–2039 tis. km ročně v závazku veřejné služby
- ČSAD Jablonec nad Nisou a. s. (MHD Jablonec): 197–218 spojů v pracovní den v MHD, 386–392 tis. km ročně v závazku veřejné služby
- ČSAD Liberec a. s.: 625–660 spojů v pracovní den, 2897–3186 tis. km ročně v závazku veřejné služby
- Dopravní podnik měst Liberce a Jablonce nad Nisou a. s.: 93–107 spojů v pracovní den, 81–93 tis. km ročně v závazku veřejné služby
- TRANSCENTRUM bus spol. s r. o.: 40–46 spojů v pracovní den, 89–108 tis. km ročně v závazku veřejné služby
- OSNADO spol. s r. o.: 27–38 spojů v pracovní den, 46–50 tis. km ročně v závazku veřejné služby
- KAD, spol s. r. o.: 19–27 spojů v pracovní den, 41–54 tis. km ročně v závazku veřejné služby
- Dopravní podnik Ústeckého kraje a. s.: 7–18 spojů v pracovní den, 2–53 tis. km ročně v závazku veřejné služby
- OAD Kolín s. r. o.: 2 spoje v pracovní den, 23 tis. km ročně v závazku veřejné služby
- Technické služby Mimoň, s. r. o./COMPAG SEVER s. r. o.: 14 spojů v pracovní den, 20–38 tis. km ročně v závazku veřejné služby
- VETT a. s./ČSAD Semily a. s. (MHD Česká Lípa): 28–34 spojů v pracovní den, 9–11 tis. km ročně v závazku veřejné služby

V kraji bylo v roce 2010 provozováno 35 linek zvláštní linkové dopravy. Kraj jednal s objednateli o jejich změně na linky veřejné dopravy s příspěvkem dosavadních objednatelů.

### Středočeský kraj
V systému závazku veřejné služby jsou autobusové linky dvou integrovaných systémů (Pražská integrovaná doprava a Středočeská integrovaná doprava) a mnoho linek nezařazených do žádného integrovaného systému. Od počátku vzniku SID existoval záměr na zaintegrování celého kraje a vzájemnou integraci obou integrovaných systémů, avšak jednání vázla na mrtvém bodě.
Jak hejtman Rath avizoval již v lednu 2011, 10. května 2011 rada Středočeského kraje rozhodla, že ke konci května vypoví všechny smlouvy a nové uzavře na základě výběrových řízení, která vyhláší v roce 2012, čímž chce zlevnit a zkvalitnit dopravu v kraji. Po vypovězení smluv proběhne roční lhůta pro vyvěšení soutěže a následně půlroční lhůta pro vlastní soutěž, její vítězové by měli provozovat dopravu od roku 2013, do té doby budou platit dosavadní smlouvy. Roční dotace na autobusovou dopravu údajně činí kolem 600 milionů Kč a pobírá ji kolem 30 dopravců. Jako jeden z hlavních důvodů uvedl hejtman David Rath chaotičnost a nevyváženost dotací, kdy některému dopravci je hrazeno 18 Kč/km, zatímco jinému za srovnatelné služby až 36 Kč/km. Předsedkyně kontrolního výboru zastupitelstva kraje Dagmar Nohýnková z opoziční ODS vyjádřila obavu, že roky budovaný systém dopravní obslužnosti se zhroutí.

### Jihočeský kraj
Jihočeský kraj má k 1. 3. 2011 uzavřené smlouvy o závazku veřejné služby k zajištění dopravní obslužnosti s těmito dopravci:
- BK BUS, s. r. o.
- COMETT PLUS spol. s r. o.
- ČSAD AUTOBUSY České Budějovice a. s.
- ČSAD autobusy Plzeň a. s.
- ČSAD Jindřichův Hradec a. s.
- ČSAD Jihotrans a. s.
- Veolia Transport Praha s. r. o.
- ČSAD STTRANS a. s.
- Dopravní podnik Města Vlachovo Březí, s. r. o.
- Dopravní podnik města České Budějovice a. s.
- ICOM transport a. s.
- Josef Štefl-tour
- Znojemská dopravní společnost – PSOTA, s.r.o.

Krom toho mají od kraje závazek veřejné služby též dva železniční dopravci (ČD a JHMD)

### Olomoucký kraj
Koordinátor Integrovaného dopravního systému Olomouckého kraje, příspěvková organizace (KIDSOK) předložil dne 4. prosince 2014 Radě Olomouckého kraje materiál Zajištění soutěží na autobusové dopravce v Olomouckém kraji o záměru vyhlásit soutěž na autobusové dopravce. Rada Olomouckého kraje usnesením č. UR/55/23/2014 vzala materiál na vědomí. Od 1. 1. 2015 je organizace KIDSOK (Koordinátor Integrovaného dopravního systému Olomouckého kraje) pověřen k uzavírání smluv na dopravní obslužnost ve veřejné linkové dopravě a v drážní dopravě. V lednu 2015 KIDSOK zveřejnil oznámení o záměru v Úředním věstníku Evropské unie. KIDSOK poté několikrát podal průběžnou informaci o přípravě soutěží.
Protože stávající smlouvy platily do konce roku 2017, KIDSOK vyhlásil výběrová řízení na provozovatele regionální dopravy na období 10 let od roku 2018. V rámci těchto řízení byl kraj rozdělen na 14 oblastí, z nichž pro každou je vyhlašováno samostatné otevřené výběrové řízení:
- Jesenicko, vyhlášeno 1. července 2016[27]
- Šumpersko S, vyhlášeno 31. srpna 2016[27], zvítězila Arriva Morava[28]
- Šumpersko J, vyhlášeno 31. srpna 2016[27], zvítězila Arriva Morava[28]
- Zábřežsko, vyhlášeno 30. září 2016[27], zvítězila Arriva Morava[28]
- Mohelnicko, vyhlášeno 30. září 2016[27], zvítězila Arriva Morava[28]
- Šternbersko a Uničovsko
- Litovelsko, zvítězila Arriva Morava[28]
- Prostějovsko SZ, , zvítězila Arriva Morava[28]
- Prsotějovsko JV
- Přerovsko S, zvítězila Arriva Morava[28]
- Přerovsko J
- Hranicko a Lipnicko, zvítězila Arriva Morava[28]
- Olomouc JZ
- Olomouc SV, zvítězila Arriva Morava[28]

Do všech soutěží se přihlásila Arriva Morava. Arriva Morava v témž období získala novou smlouvu na zajištění provozu MHD v Novém Jičíně na 10 let a smlouvu na provoz MHD v Krnově na dalších 5 let.

### Zlínský kraj
V květnu 2016 Zlínský kraj oznámil, že chce výběrová řízení na provozování autobusové dopravy od roku 2018 vyhlásit do konce června 2016. V únoru 2016 schválilo zastupitelstvo odůvodnění této veřejné zakázky. Starosta Vsetína Jiří Čunek ocenil, že se soutěže konají, ale je to podle něj šibeniční termín a situace je komplikována vlastnictvím autobusových nádraží, z nichž některá jsou majetkově spjata s dosavadními dopravci.

## Regulace jízdného
Jízdné v linkových autobusech patří dlouhodobě mezi regulované ceny (viz článek Jízdné#Regulace jízdného v České republice), přičemž výměr ministerstva financí stanoví fakticky maximální ceny, ač je označuje za věcnou regulaci, a celou škálu povinných slev. Vedle toho také zákon dává poslancům a senátorům právo na bezplatnou přepravu. Z regulace se vymyká pouze linková doprava mikrobusy nebo osobními automobily za podmínky, že není součástí systému městské hromadné dopravy nebo integrované dopravy, nepravidelná a neveřejná autobusová doprava (například různé formy poptávkové dopravy) a případná doprava nemotorovými vozidly.
Ve spolupráci s poslancem Evropského parlamentu Josefem Zieleniecem a senátorem Igorem Petrovem se dopravní podnikatel Radim Jančura rozhodl soudně napadnout stát, protože dopravcům nehradí bezplatné cestování poslanců a senátorů, na které mají ze zákona nárok. Za tímto účelem provedli oba politici 21. dubna 2006 demonstrativní jízdu z Prahy do Brna, na základě které Radim Jančura následně stát zažaloval o náhradu jízdného. 8. prosince 2006 oznámil Radim Jančura v diskusním pořadu na České televizi, že tento spor se státem vyhrál a vysoudil 270 Kč za přepravu členů Parlamentu.

## Vozidla
V období éry ČSAD tvořila vozový park takřka výhradně vozidla typové řady Škoda a Karosa, později též kloubové autobusy Ikarus (Karosa v rámci dělby práce v RVHP kloubové autobusy nevyráběla).
Po roce 1990 bývalá Karosa stala součástí nadnárodní skupiny a vyráběla pod značkami Renault, Iveco či Irisbus, postupně se vozový park v zemi diverzifikoval a prosadili se i mnozí další místní i světoví výrobci, například TEDOM, SOR, Mercedes-Benz, MAN, Scania a další. Kromě naftových autobusů se objevily i autobusy na zemní plyn, sporadicky i elektrobusy, byl vyvinut i prototyp vodíkového autobusu TriHyBus, který po dokončení měl být nasazen na linku MHD v Neratovicích.
Průměrné stáří autobusů provozovaných v České republice se zvyšuje: na konci roku 2009 činilo 14,19 roku, na konci roku 2010 to bylo 14,38 roku, na konci roku 2011 již 14,56 roku. Průměrné stáří autobusů v Evropské unii činí 10 až 11 let. Vzhledem k tomu, že v průběhu posledních 25 let se snížily limity emisních norem o 90 % a navíc množství emisí stoupá opotřebením motoru, pomalá obnova vozového parku znamená značnou zátěž životního prostředí. Pro nová vozidla platí rovněž vyšší bezpečnostní standardy pro sedadla cestujících a pevnost karoserie. Autobusy starší než 6 let se v roce 2011 na celkovém počtu nehod autobusů v ČR podílely 60 %, ale podíl osob usmrcených při těchto nehodách činí 67 % a podíl těžce raněných 88 %.
V České republice bylo za období leden až březen 2012 poprvé registrováno 66 autobusů Irisbus (62) + Iveco (4), 54 autobusů SOR, 29 autobusů EvoBus (z toho 19 na bázi Mercedes Benz a 10 na bázi Setra), 7 autobusů TEDOM, 6 autobusů Neoman (5 MAN a 1 Neoplan), 3 autobusy Solaris, 3 autobusy Volvo, 2 autobusy VDL a 1 autobus Isuzu. Za rok 2011 bylo v ČR poprvé zaregistrováno 819 autobusů (z toho 409 SOR, 193 Irisbus+Iveco, 101 EvoBus), za rok 2010 bylo v ČR poprvé zaregistrováno 728 autobusů.
V České republice bylo v roce 2011 vyrobeno 3560 autobusů, což je více než čtyřnásobek počtu autobusů, které byly za stejné období v ČR poprvé zaregistrovány. Za leden až březen 2012 bylo v ČR dle evidence AutoSAP vyrobeno 622 autobusů, z toho Iveco Czech Republic vyrobilo 527 ks a SOR Libchavy 86 ks.

## Informační systém a infrastruktura

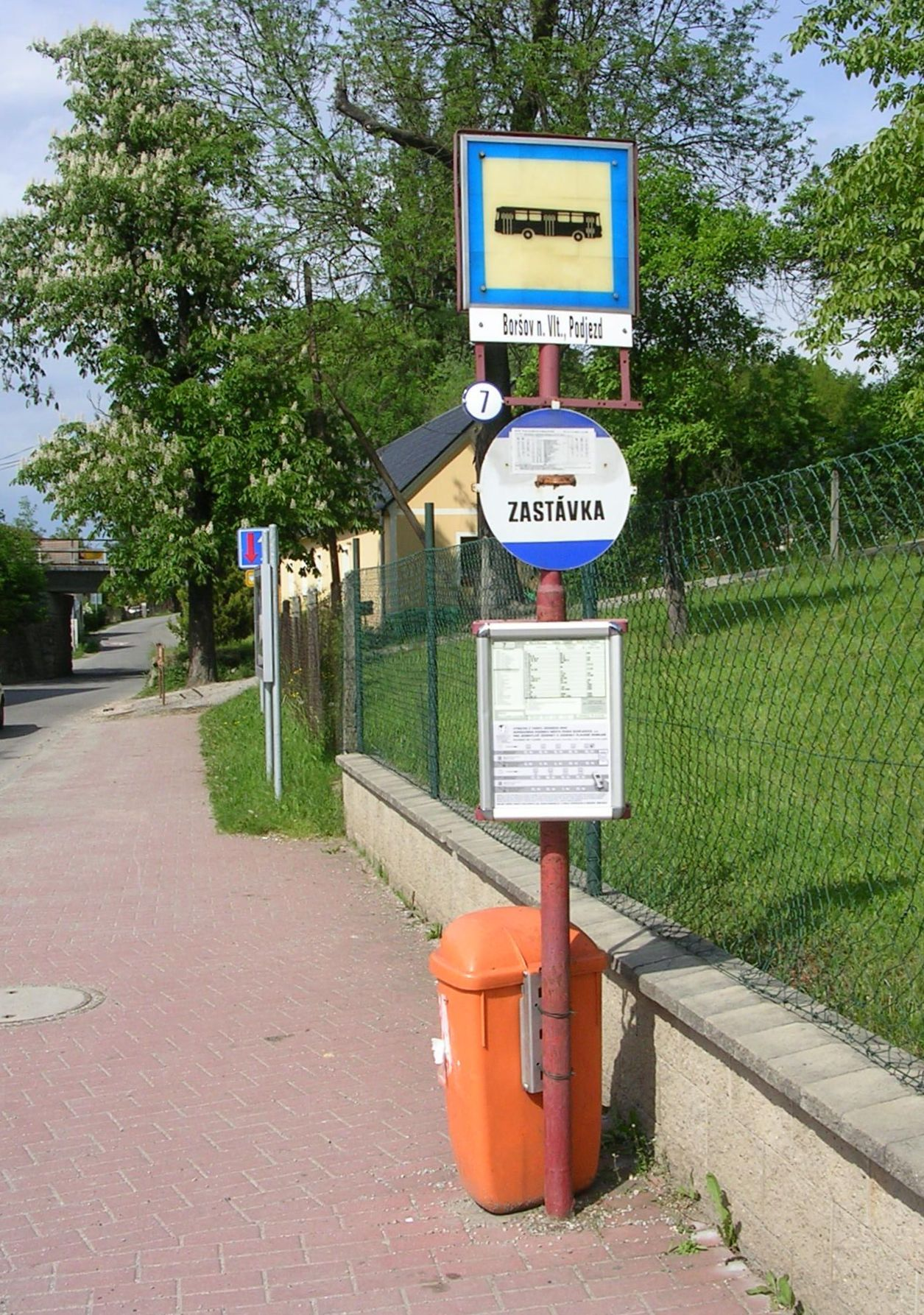
Zastávka v Boršově nad Vltavou

Tradičním základem informačního systému v dobách ČSAD byly zastávkové jízdní řády a knižní jízdní řády ČSAD, které byly vydávány zvlášť pro každý československý kraj a jeden díl s mezinárodními a dálkovými linkami. V polovině 90. let v souvislosti systém knižních jízdních řádů ztrátou jednotnosti a výsadního postavení ČSAD i kvůli dynamičnosti vývoje a rychlému zastarávání knižních jízdních řádů ve většině krajů zanikl, ale někteří dopravci vydávali podnikové či oblastní jízdní řády, ROPID vydával knižní jízdní řády PID a například Středočeský kraj vydal ještě v prosinci 2005 knižní jízdní řád pro své území.
Roli hlavního informačního média postupně převzaly elektronické systémy, jednak ABUS, který vznikl rozšířením systému pro výdej autobusových místenek, a také IDOS, který byl původně vyvíjen hlavně pro železniční dopravu; poté oba systémy zfúzovaly do IDOSu, jehož provozovatel pak získal zákonné zastřešení získáním zakázky na provozování Celostátního informačního systému o jízdních řádech, jehož úprava byla novelizací vložena do zákona o silniční dopravě.
Telematické technologie sledování vozidel pomocí GPS se prosazují nejdříve v městských dopravách velkých měst a navazujících integrovaných dopravních systémech; běžná regionální doprava ve většině republiky je jimi zatím nedotčena. V Praze bylo sledování autobusů pomocí inframajáků systému KŘS (Kontrolní řídicí systém) poprvé zavedeno ve zkušebním provozu v letech 1982–1986 na tehdejší autobusové lince 144 (Staroměstská – sídliště Bohnice jih); systém byl tehdy ještě málo spolehlivý a potřebné technologie drahé a obtížně dostupné. Znovu, tentokrát na principu GPS, bylo sledování zavedeno jako systém AUDIS v roce 2000 na lince 177 (35 vozů), následně na lince 187. Začátkem roku 2003 již byla příslušným zařízením vybavena asi pětina autobusů v pražské městské hromadné dopravě a ostatní vozy prozatím hlásily polohu na základě stavu hlášení zastávek palubním počítačem. Systém podobný AUDISu je ve spolupráci s ROPIDem testován i ve středočeské příměstské dopravě u jiných dopravců, mezi jeho výstupy patří i informace řidičům využitelné v případě zpoždění spojů k řešení přestupních vazeb (otázka vyčkávání na zpožděné spoje v přestupním bodě). Dispečerský a řídicí systém, který se používá v Brně od roku 2004–2005, se nazývá RIS. Tentýž systém funguje i v Českých Budějovicích. V Plzni se na podzim 2007 chystá výběrové řízení na řídicí a informační systém.

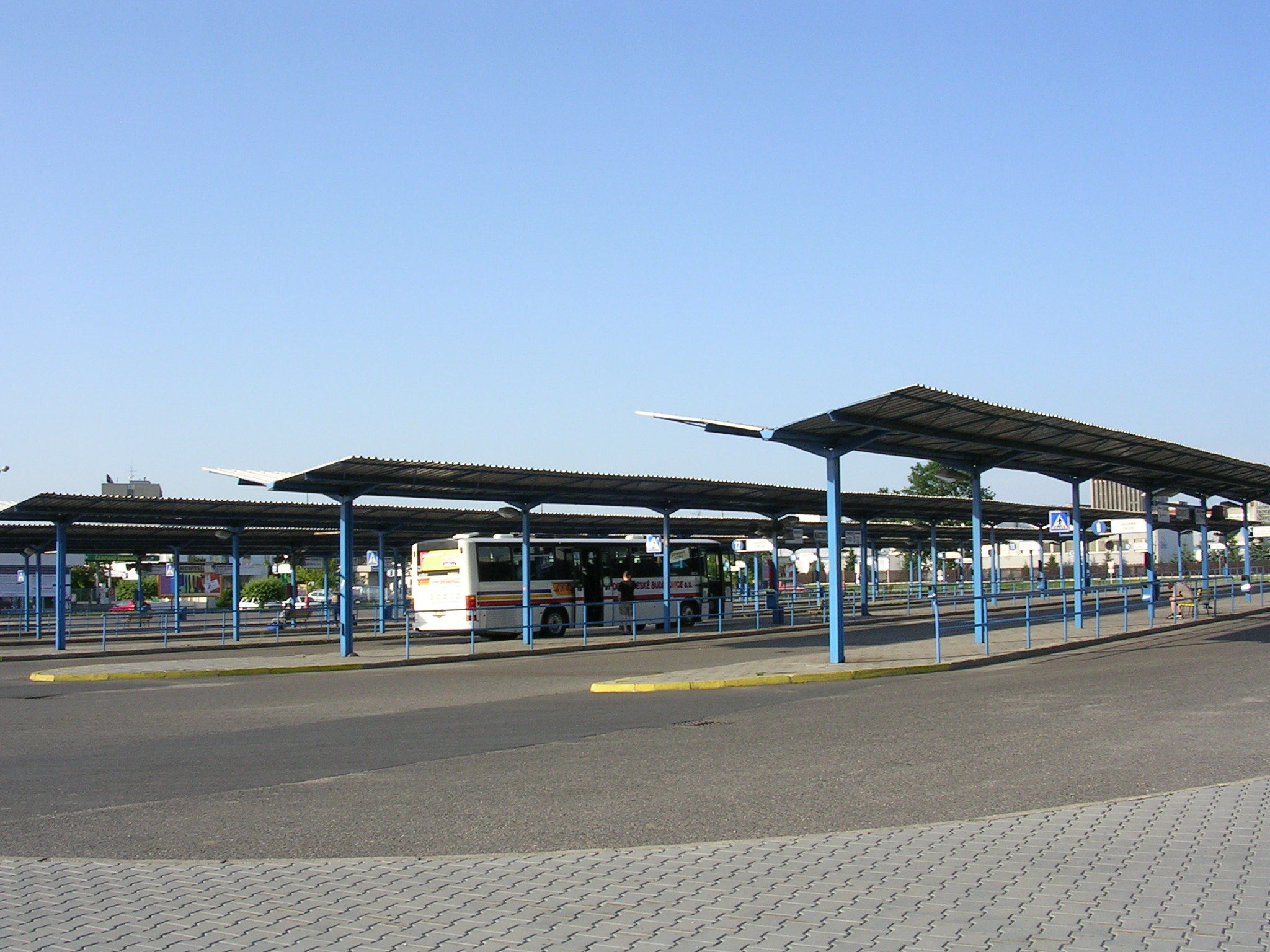
Autobusové nádraží ve Strakonicích, 2006

Autobusové zastávky se označují značkou umístěnou zpravidla na zastávkovém sloupku, který zpravidla zřizuje místní dopravce, někde obec, kraj (v Ústeckém kraji) či vlastník komunikace (například modré sloupky TSK hl. m. Prahy pro regionální a dálkovou dopravu) či autobusového terminálu. Zastávkové přístřešky tradičně v regionální dopravě zřizovaly obce, zatímco v městské dopravě velkých měst dopravci, od 90. let přibyly ve městech též reklamní přístřešky zřizované reklamními agenturami (např. v Praze Dambach a JCDecaux) na základě smlouvy s městem.
Autobusová nádraží a stanoviště v dobách ČSAD byla navrhována velkoryse, uzpůsobená nárazové dopravě vlivem téměř jednotné pracovní doby, ale často vzdálená od železničního nádraží, a v mnoha městech zůstala až do dnešní doby centrem autobusové dopravy hlavní náměstí; začátek 21. století přináší trend moderněji vybavených integrovaných terminálů, často společných se železniční nebo městskou dopravou (např. terminál v Hradci Králové). V Praze byl první moderní integrovaný terminál MHD, u Nádraží Braník, zprovozněn 2. července 1959, od 70. let 20. století nejvýznamnější nové terminály městské i regionální dopravy vznikaly u stanic metra. Tradičními zřizovateli autobusových nádraží bývaly místní podniky ČSAD a jejich nástupci, liberalizace dopravního trhu však vede k tomu, že provozování autobusových nádraží se stává samostatným předmětem podnikání, pro které jsou vytvářeny subjekty, které samy neprovozují dopravu.